# ناواجو ۳۶۸۸
سیارک ۳۶۸۸ (به انگلیسی: 3688 Navajo، نامگذاری:1981FD) سه هزار و ششصد و هشتاد و هشتمین سیارک کشف شده‌است که در ۳۰ مارس ۱۹۸۱ کشف شد.
قدر مطلق سیارک برابر ۱۴٫۹۰ است.